# How Not to Live Your Life
How Not to Live Your Life est une série télévisée britannique en 19 épisodes de 30 minutes et un épisode spécial de 60 minutes, créée, produite et écrite par Dan Clark, diffusée du 27 septembre 2007 au 22 décembre 2011 sur BBC Three.
Cette série est inédite dans les pays francophones.

## Synopsis
Cette série humoristique raconte l’histoire de Don, joué par Dan Clark, un névrosé de 29 ans qui essaie de faire son petit chemin de vie, mais qui n’est pas vraiment aidé par ses mauvais instincts. Après avoir hérité de la maison de sa grand-mère et de ses dettes, il est viré de son boulot et décide de louer une chambre à une belle jeune femme pour les payer... 
Dans la saison 1, Don partage sa demeure avec Abby, jouée par Sinéad Moynihan, une jeune fille dont il était amoureux à l'école et dont il est toujours épris. Abby est amoureuse du prétentieux et riche Karl, joué par Finlay Robertson.
Dans la saison 2, Don partage sa demeure avec Samantha, jouée par Laura Haddock, une jeune étudiante. Dans cette deuxième saison on retrouve son majordome et complice Eddie, joué par David Armand, mais aussi sa voisine Mrs. Treacher, jouée par Leila Hoffman.

## Distribution
- Dan Clark : Donald "Don" Danbury ou The Double D
- Laura Haddock : Samantha Parker (2009–2011)
- Sinéad Moynihan : Abby Jones (2008, 2011)
- Finlay Robertson : Karl Menford (2008)
- David Armand : Edward "Eddie" Singh (2008–2011)
- Leila Hoffman (en) : Mrs. "Dot" Treacher ou Mrs. T, Gollum, Yoda ou Dobby (2008–2011)
- Daniel Lawrence Taylor : Jason (2009–2011)
- Silas Carson : Brian (2010)

## Épisodes

### Première saison (2007-2008)
1. titre français inconnu (Pilot)
2. titre français inconnu (Home Sweet Home) (remake du pilote)
3. titre français inconnu (The Field Trip)
4. titre français inconnu (Fake Wake)
5. titre français inconnu (The Young Ones)
6. titre français inconnu (Like Father Like Don)
7. titre français inconnu (The Break Up')

### Deuxième saison (2009)
1. titre français inconnu (Don's New Flatmate)
2. titre français inconnu (Don Dates a Cougar)
3. titre français inconnu (Don the Singer)
4. titre français inconnu (Don Goes Gay)
5. titre français inconnu (Don Gets Healthy)
6. titre français inconnu (Don and the Wedding)

### Troisième saison (2010)
1. titre français inconnu (Don's New Job)
2. titre français inconnu (Don's Angry Girlfriend)
3. titre français inconnu (Don's Posh Weekend)
4. titre français inconnu (Don Meets His Maker)
5. titre français inconnu (Don Dates a Homeless)
6. titre français inconnu (Don Does Therapy)
7. titre français inconnu (Don the Musical)

### Spécial Noël (2011)
1. titre français inconnu (It's a Don-derful Life)

## Commentaires
À l'issue de la troisième saison, diffusée en 2010, un septième épisode a exceptionnellement été diffusé.
Après que Dan Clark a révélé aux fans de la série qu'il était incertain quant à l'éventuel tournage d'une quatrième saison, BBC Three annonce l'arrêt de la comédie après trois saisons. Un ultime épisode a cependant été diffusé à Noël 2011.